# Tteokbokki

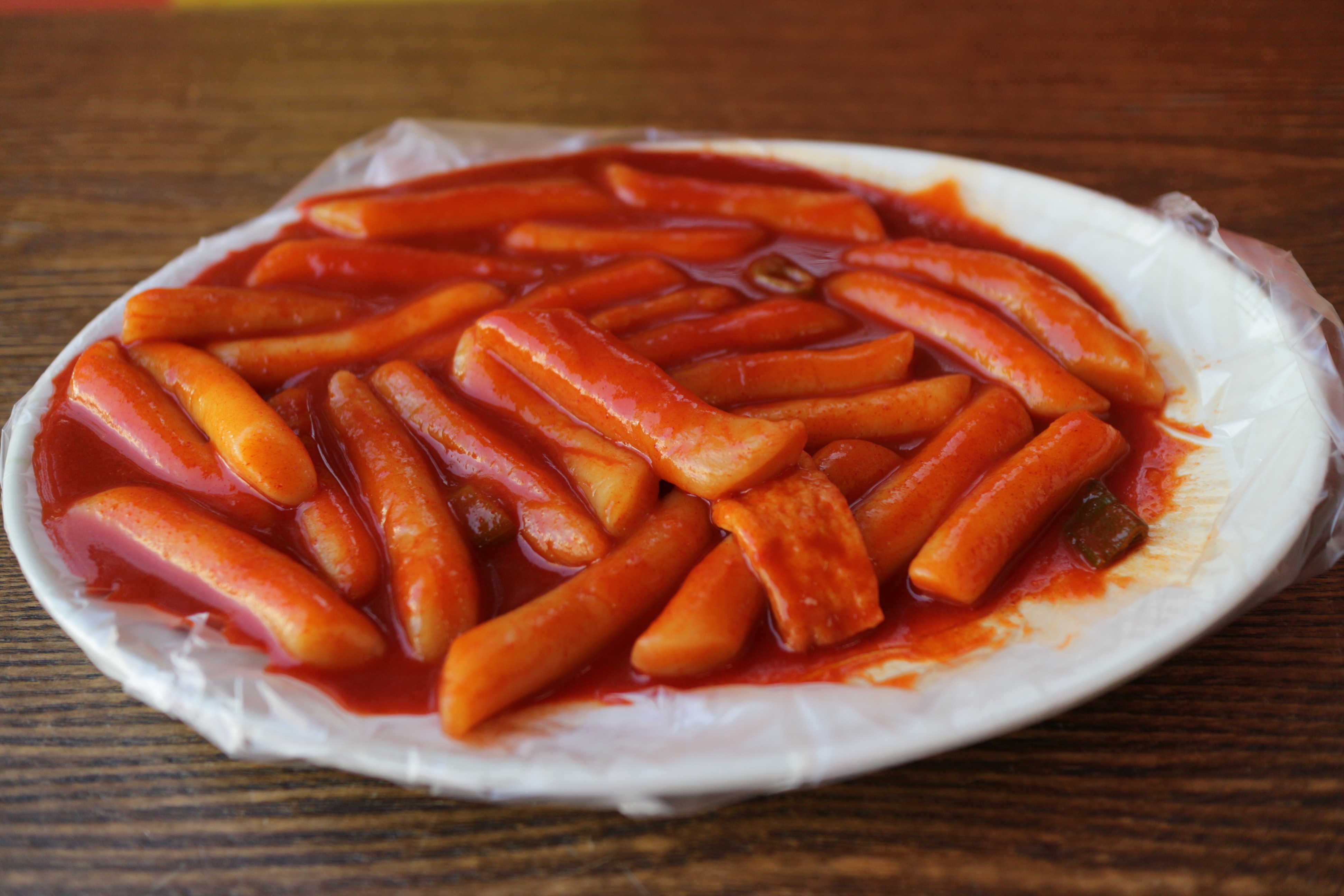
Eine Portion Tteokbokki. Vorne rechts (flach und rechteckig) sieht man ein Stück Fischkuchen.

Tteokbokki (auch Tteok-bokki, McCune-Reischauer: Ttŏkpokki, koreanisch: 떡볶이) sind in der koreanischen Küche ein beliebtes warmes Imbissgericht aus weißen, zylinderförmigen Reiskuchen (Tteok). Die am häufigsten verwendete weitere Zutat ist Fischkuchen, weitere seltenere können beispielsweise Chinakohl und Frühlingszwiebeln sein. Die Reiskuchen werden schließlich meist mit Gochujang (leicht scharfer Chilipaste) gewürzt, seltener Sojasauce (nicht scharf).